# Ceresium rugulipenne
Ceresium rugulipenne är en skalbaggsart som beskrevs av Leon Fairmaire 1905. Ceresium rugulipenne ingår i släktet Ceresium och familjen långhorningar.
Artens utbredningsområde är Madagaskar. Inga underarter finns listade i Catalogue of Life.